# 卢忠良
卢忠良（1903年—1988年3月28日），原名卢永安，甘肃河州（今临夏）人，中国政治人物、军事将领。
早年受到马鸿逵重用，成功围剿进入宁夏的中国工农红军部队，1936年，授少将旅长。抗日战争期间，扩编担任中将，历任暂编第六师师长，暂编第九师师长。后升任国军128军军长。第二次国共内战期间，1949年9月23日，率部在中卫向解放军投诚。中华人民共和国成立后，曾任解放军西北军区高级参议、甘肃省林业局局长，民革中央监察委员会常委，甘肃省民革主任委员，后担任全国政协委员、甘肃省政协副主席。1988年3月28日去世。